# Finanz und Wirtschaft
Die Finanz und Wirtschaft ist eine Schweizer Wirtschaftszeitung, die zweimal wöchentlich erscheint, jeweils mittwochs und samstags. Ihre WEMF-beglaubigte Auflage beträgt 20'675 (Vj. 20'066) verbreitete Exemplare (2024), ihre Reichweite 70'000 Leser. Herausgegeben wird sie vom Verlag Tamedia Finanz und Wirtschaft AG in Zürich, einem Tochterunternehmen der TX Group.

## Profil
Berichte von den internationalen Börsen, Analysen einzelner Unternehmen oder Märkte und Kursinformationen stehen im Mittelpunkt der Berichterstattung. Neben der Stammredaktion in Zürich unterhält die Finanz und Wirtschaft Büros in Bern und New York sowie ein weltweites Korrespondentennetz. Chefredaktor ist seit Anfang 2018 Jan Schwalbe, zuvor von 2012 bis Oktober 2017 Mark Dittli.
Neben der zweimal wöchentlichen Publikation der Printausgabe, berichtet die Finanz und Wirtschaft online tagesaktuell, wobei die Analyse von Unternehmensnachrichten und von makroökonomischen Entwicklungen im Zentrum steht. Ergänzend zur redaktionellen Arbeit ist Finanz und Wirtschaft mit einem eigenen Aktienanalysen-Angebot im Markt und hat mehrere Finanzprodukte lanciert. Dazu zählt ein besichertes börsengehandeltes Produkt (Exchange Traded Product, ETP) auf den von ihr initiierten FuW Swiss 50 Index, der die fünfzig grössten Schweizer Unternehmen umfasst und aufgrund seiner breiteren Diversifikation und neutraleren Gewichtung als Gegenentwurf zum zwanzig Titel umfassenden Swiss Market Index zu verstehen ist. 
Des Weiteren organisiert Finanz und Wirtschaft unter der Marke Finanz und Wirtschaft Forum Konferenzen zu wirtschaftsrelevanten und gesellschaftspolitischen Themen. Zuletzt führte sie pro Jahr 16 verschiedene Konferenzen und fünf Webinare durch (Stand 2024).

## Geschichte
Die Finanz und Wirtschaft wurde 1928 von der Zürcher Privatbank Dätwyler & Co. gegründet und erschien erstmals am 4. Oktober 1928 unter dem Titel Börsenblatt. Seit dem 3. Januar 1929 erscheint die Zeitung unter dem Titel Finanz und Wirtschaft im gleichnamigen Verlag. Treibende Kraft bei der Gründung der Zeitung war der Journalist Hans Hermann. 1961 übernahm der Jurist Alfred Isler die Finanz und Wirtschaft und steigerte in den folgenden Jahren als Verleger und zeitweiliger Chefredaktor Auflage und Umfang der Zeitung kontinuierlich. Die Finanz und Wirtschaft wurde in eine Aktiengesellschaft überführt. Von 1988 bis 2004  übernahm mit Gerhart Isler (* 1949) der Sohn des verstorbenen Verlegers die Leitung des Verlags. Am 1. Januar 2000 übernahm das Zürcher Verlagshaus Tamedia AG sämtliche Aktien des Verlags Finanz und Wirtschaft AG. Verleger ist Pietro Supino der Tamedia.